# Neriene natalensis
Neriene natalensis là một loài nhện trong họ Linyphiidae.
Loài này thuộc chi Neriene. Neriene natalensis được miêu tả năm 1969 bởi van Helsdingen.